# Operational technology
La tecnología operativa (TO) es hardware y software que detecta o provoca un cambio, a través de la supervisión y/o el control directo de los equipos, activos, procesos y eventos industriales. El término se ha establecido para demostrar las diferencias tecnológicas y funcionales entre los sistemas tradicionales de tecnología de la información (TI) y el entorno de los sistemas de control industrial.

## Ejemplos
Ejemplos de tecnología operativa incluyen:
- Controladores lógicos programables (PLC)
- Sistemas de control de supervisión y adquisición de datos (SCADA)
- Sistemas de control distribuido (DCS)
- Sistemas de control numérico por computadora (CNC), incluidas las máquinas herramienta computarizadas
- Equipos científicos (por ejemplo, osciloscopios digitales)
- Sistemas de gestión de edificios (BMS) y sistemas de automatización de edificios (BAS)
- Controles de iluminación tanto para aplicaciones internas como externas
- Monitoreo de energía, sistemas de seguridad y protección para el entorno construido
- Sistemas de transporte para el entorno construido.

## Tecnología
El término generalmente describe entornos que contienen sistemas de control industrial (ICS), como sistemas de control de supervisión y adquisición de datos (SCADA), sistemas de control distribuido (DCS), unidades terminales remotas (RTU) y controladores lógicos programables (PLC), así como las redes dedicadas y las unidades de organización. El entorno construido, ya sea comercial o doméstico, se controla y supervisa cada vez más a través de numerosos dispositivos del Internet de las cosas (IoT). En este espacio de aplicación, estos dispositivos IoT están interconectados tanto a través de plataformas IoT de tecnología convergente como de aplicaciones basadas en la "nube". Los sistemas embebidos también se incluyen en el ámbito de la tecnología operativa (por ejemplo, la instrumentación inteligente), junto con un gran subconjunto de dispositivos de adquisición de datos científicos, de control y de computación. Un dispositivo de OT puede ser tan pequeño como la unidad de control del motor (ECU) de un coche o tan grande como la red de control distribuido de una red eléctrica nacional.

## Sistemas
Los sistemas que procesan datos operativos (incluidos los sistemas electrónicos, de telecomunicaciones, informáticos y componentes técnicos) se incluyen bajo el término tecnología operativa.
Se pueden requerir sistemas OT para controlar válvulas, motores, transportadores y otras máquinas para regular varios valores de proceso, como temperatura, presión, flujo, y monitorearlos para evitar condiciones peligrosas. Los sistemas OT utilizan varias tecnologías para el diseño de hardware y protocolos de comunicación, que son desconocidas en TI. Los problemas comunes incluyen la compatibilidad con sistemas y dispositivos heredados y numerosas arquitecturas y estándares de proveedores.
Dado que los sistemas OT a menudo supervisan los procesos industriales, la disponibilidad debe mantenerse la mayor parte del tiempo. Esto a menudo significa que se requiere procesamiento en tiempo real (o casi en tiempo real), con altas tasas de confiabilidad y disponibilidad.
Los sistemas de laboratorio (instrumentos heterogéneos con sistemas informáticos integrados o, a menudo, componentes técnicos no estandarizados utilizados en sus sistemas informáticos) suelen ser un caso límite entre TI y OT, ya que en su mayoría claramente no encajan en el alcance estándar de TI, pero a menudo tampoco forman parte de OT. definiciones fundamentales. Este tipo de entorno también puede denominarse tecnología de la información industrial (IIT).

## Protocolos
Las redes OT tradicionales utilizaban protocolos propietarios optimizados para las funciones requeridas, algunos de los cuales se han adoptado como protocolos de comunicaciones industriales "estándar" (por ejemplo, DNP3, Modbus, Profibus, LonWorks, DALI, BACnet, KNX, EnOcean y OPC-UA). Más recientemente, se están implementando protocolos de red estándar de TI en dispositivos y sistemas OT para reducir la complejidad y aumentar la compatibilidad con hardware de TI más tradicional (por ejemplo, TCP/IP); Sin embargo, esto ha tenido una reducción demostrable en la seguridad de los sistemas OT, que en el pasado se han mantenido aisladas de la red (véase espacios de aire) y eran incapaces de ejecutar malware basado en PC (véase Stuxnet para un ejemplo bien conocido de este cambio).

## Orígenes
El término tecnología operativa aplicado a los sistemas de control industrial se publicó por primera vez en un artículo de investigación de Gartner en mayo de 2006 (Steenstrup, Sumic, Spires, Williams) y se presentó públicamente en septiembre de 2006 en la Cumbre de TI de Gartner Energy and Utilities. Inicialmente, el término se aplicó a los sistemas de control de servicios públicos de energía, pero con el tiempo fue adoptado por otros sectores industriales y se usó en combinación con IoT. Uno de los principales impulsores de la adopción del término fue que la naturaleza de las plataformas tecnológicas operativas había evolucionado desde sistemas patentados hechos a la medida hasta carteras de software complejas que dependen de la infraestructura de TI. Este cambio se denominó convergencia IT OT. El concepto de alinear e integrar los sistemas de TI y OT de las empresas industriales ganó importancia a medida que las empresas se dieron cuenta de que los activos físicos y la infraestructura eran administrados por los sistemas OT pero también generaban datos para los sistemas de TI que ejecutan el negocio. En mayo de 2009, se presentó un documento en el 4º Congreso Mundial sobre Gestión de Activos de Ingeniería en Atenas, Grecia, en el que se destacaba la importancia de esto en el área de la gestión de activos
Las empresas de tecnología industrial como GE, Hitachi, Honeywell, Siemens, ABB y Rockwell son los principales proveedores de plataformas y sistemas OT integrados en equipos o agregados a ellos para control, gestión y monitoreo. Estas empresas de tecnología industrial han tenido que evolucionar hacia empresas de software en lugar de ser estrictamente proveedores de máquinas. Este cambio impacta en sus modelos de negocio que aún están evolucionando.

## Seguridad
Desde el principio, la seguridad de la tecnología operativa se ha basado casi por completo en la naturaleza independiente de las instalaciones de OT, seguridad por oscuridad. Al menos desde 2005, los sistemas OT se han vinculado a los sistemas de TI con el objetivo corporativo de ampliar la capacidad de una organización para monitorear y ajustar sus sistemas OT, lo que ha presentado desafíos masivos para asegurarlos. Los enfoques conocidos de TI regulares generalmente se reemplazan o rediseñan para alinearse con el entorno de OT. OT tiene diferentes prioridades y una infraestructura diferente para proteger en comparación con TI; por lo general, los sistemas de TI están diseñados en torno a la 'confidencialidad, integridad, disponibilidad' (es decir, mantener la información segura y correcta antes de permitir que un usuario acceda a ella), mientras que los sistemas OT requieren 'control en tiempo real y flexibilidad de cambio de funcionalidad, disponibilidad, integridad, confidencialidad' para operar de manera efectiva ( es decir, presentar al usuario información siempre que sea posible y preocuparse por la corrección o la confidencialidad después).
Otros desafíos que afectan la seguridad de los sistemas OT incluyen:
- Los componentes de OT a menudo se construyen sin tener en cuenta los requisitos básicos de seguridad de TI, con el objetivo de lograr objetivos funcionales. Estos componentes pueden ser inseguros por diseño y vulnerables a los ataques cibernéticos.
- Dependencia del proveedor: debido a la falta general de conocimientos relacionados con la automatización industrial, la mayoría de las empresas dependen en gran medida de sus proveedores de OT. Esto conduce al bloqueo del proveedor, lo que reduce la capacidad de implementar soluciones de seguridad.
- Activos críticos: Debido al rol de OT en el monitoreo y control de procesos industriales críticos, los sistemas OT son muy a menudo parte de las infraestructuras críticas nacionales. Como tal, pueden requerir características de seguridad mejoradas como resultado.

## Infraestructura crítica
La tecnología operativa se usa ampliamente en refinerías, centrales eléctricas, plantas nucleares, etc. y, como tal, se ha convertido en un elemento común y crucial de los sistemas de infraestructura crítica. Según el país, existen obligaciones legales cada vez mayores para los operadores de infraestructuras críticas con respecto a la implementación de sistemas OT. Además, desde el año 2000, se han instalado soluciones de automatización y gestión de edificios en más de 100.000 infraestructuras Estas soluciones no tienen la seguridad adecuada o tienen capacidades de seguridad muy inadecuadas, ya sea diseñadas o aplicadas. Recientemente, esto ha llevado a que ciberdelincuentes exploten las vulnerabilidades de tales soluciones con ataques de ransomware que causan bloqueos del sistema y fallas operativas que exponen a las empresas que operan en dichos edificios a los inmensos riesgos para la salud y la seguridad, las operaciones, la reputación de la marca y el daño financiero

## Gobernanza
Hay un fuerte enfoque puesto en temas como la cooperación de TI/TO o la alineación de TI/TO en el entorno industrial moderno. Es fundamental que las empresas construyan una estrecha cooperación entre los departamentos de TI y OT, lo que da como resultado una mayor eficacia en muchas áreas de los sistemas de TI y OT por igual (como la gestión de cambios, la gestión de incidentes y los estándares de seguridad)
Una restricción típica es la negativa a permitir que los sistemas OT realicen funciones de seguridad (particularmente en el entorno nuclear), confiando en cambio en sistemas de control cableados para realizar tales funciones; esta decisión se deriva del problema ampliamente reconocido con el software de verificación (por ejemplo, el código puede funcionar de manera marginalmente diferente una vez compilado). El malware Stuxnet es un ejemplo de esto, destacando el potencial de desastre si un sistema de seguridad se infecta con malware (ya sea que esté dirigido a ese sistema o se infecte accidentalmente).

## Sectores
La tecnología operativa se utiliza en muchos sectores y entornos, tales como:
- Petróleo y gas
- Energía y servicios públicos
- Siderometalurgia
- Fabricación de productos químicos
- Tratamiento de aguas
- Gestión de residuos
- Transportación
- Experimentación científica
- Fabricación crítica
- Gestión y automatización de edificios
- Controles y automatización de iluminación de edificios.